# Tanah Abang (Batanghari Leko)
Tanah Abang is een bestuurslaag in het regentschap Musi Banyuasin van de provincie Zuid-Sumatra, Indonesië. Tanah Abang telt 3611 inwoners (volkstelling 2010).